# Каракемпір
Каракемпі́р (каз. Қаракемпір) — село у складі Бурлінського району Західноказахстанської області Казахстану. Входить до складу Успенського сільського округу.
У радянські часи село називалось Каракемер.
Населення — 4 особи (2021; 2 у 2009, 122 у 1999, 230 у 1989).